# Sint-Jan-Evangelistkerk (Nudorp)

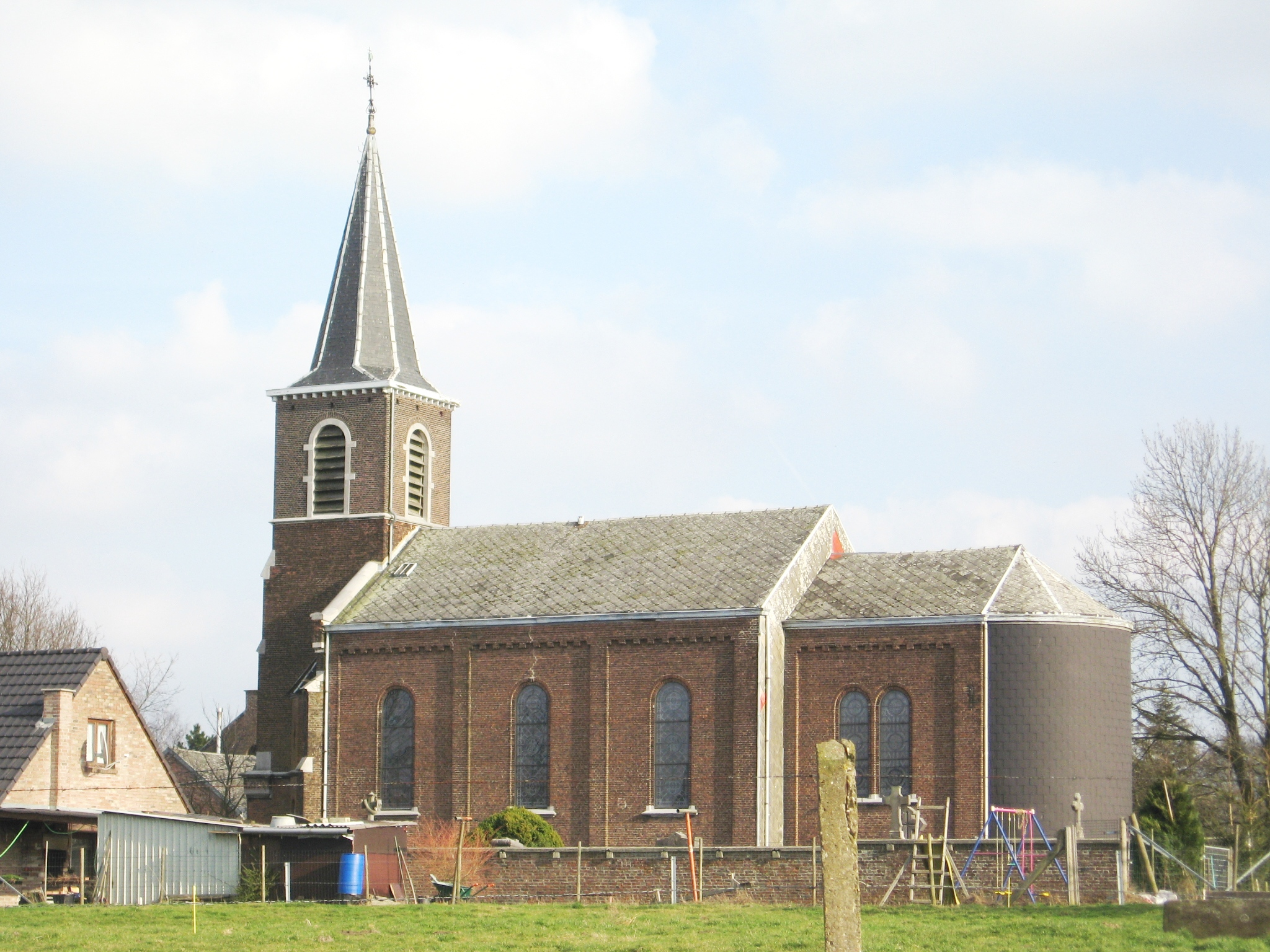
Sint-Jan-Evangelistkerk

De Sint-Jan-Evangelistkerk (Église Saint-Jean l'Evangéliste) is de parochiekerk van Nudorp (Wihogne) in de Belgische provincie Luik.

## Geschiedenis
In 1609 was er reeds sprake van een kapel in Nudorp, gewijd aan Sint-Anna. Deze was ondergeschikt aan het kapittel van Sint-Gilles te Luik.
In 1804 werd Nudorp deel van de parochie van Juprelle, en in 1842 werden Nudorp en Paifve daarvan losgemaakt en vormden sindsdien de parochie Nudorp-Paifve. De zetel van de parochie was in Nudorp, terwijl in Paifve een pastorie en een kapel bestond.
De kapel van Nudorp was in slechte staat, en in 1872 werd grond aangekocht voor de bouw van een kerkgebouw, wat in 1875 werd ingewijd. In de toren kwam een kleine klok uit de kapel te hangen, en ook een grote klok, Gertrude genaamd. Deze werd in 1943 door de Duitse bezetter gestolen, en in 1958 werd een nieuwe klok, met de naam Mélanie, in de toren gehangen.

## Gebouw
Het betreft een bakstenen, neoclassicistisch bouwwerk met voorgebouwde toren, welke wordt bekroond door een achtkante, ingesnoerde naaldspits.